# Speedway-Bundesliga (2007)
Wyniki 1. Bundesligi żużlowej w sezonie 2007.
Sezon składa się z 7 rund (każdy zespół jest po razie gospodarzem). Każdy zespół bierze udział w 4 rundach. Za zwycięstwo w rundzie otrzymuje się 3 punkty, za kolejne miejsca odpowiednio 2,1 i 0. Cztery najlepsze zespoły wystąpią w finale ligi (gospodarzem finału będzie najlepsza drużyna sezonu zasadniczego).

## Terminarz
| Runda | Data       | Drużyny                                       |
| ----- | ---------- | --------------------------------------------- |
| 1     | 1 kwietnia | Diedenbergen, Brokstedt, Landshut, Neuenknick |
| 2     | 8 kwietnia | Neuenkick, Gustrow, Diedenbergen, Brokstedt   |
| 3     | 1 maja     | Brokstedt, Pfaffenhofen, Neuenknick, Gustrow  |
| 4     | 6 maja     | Pfaffenhofen, Olching, Gustrow,Landshut       |
| 5     | 2 czerwca  | Landshut, Neuenknick, Olching, Pfaffenhofen   |
| 6     | 22 lipca   | Olching, Landshut, Pfaffenhofen, Diedenbergen |
| 7     | 1 września | Gustrow (Diedenbergen, Brokstedt, Olching     |

## Wyniki
| Runda 1 | Runda 1                                        | Runda 1 | Runda 1 |
| Msc     | Drużyna                                        | Punkty  |         |
| ------- | ---------------------------------------------- | ------- | ------- |
| 1       | MSC Diedenbergen                               | 42      |         |
| 2       | MSC Brokstedt                                  | 32      |         |
| 3       | AC Landshut                                    | 26      |         |
| 4       | SC Neuenknick (17) Marcin Sekula 5 (1,2,u,2,0) | 25      |         |

| Runda 2 | Runda 2                                                                         | Runda 2 | Runda 2 |
| Msc     | Drużyna                                                                         | Punkty  |         |
| ------- | ------------------------------------------------------------------------------- | ------- | ------- |
| 1       | MSC Diedenbergen                                                                | 40      |         |
| 2       | MC Gustrow                                                                      | 30      |         |
| 3       | MSC Brokstedt                                                                   | 29      |         |
| 4       | SC Neuenknick (3) Marcin Sekula 0 (0,0,-,u) (4) Łukasz Jankowski 12 (3,3,3,2,1) | 26      |         |

| Runda 3 | Runda 3                                           | Runda 3 | Runda 3 |
| Msc     | Drużyna                                           | Punkty  |         |
| ------- | ------------------------------------------------- | ------- | ------- |
| 1       | MC Gustrow                                        | 38      |         |
| 2       | SC Neuenknick (13) Marcin Nowaczyk 13 (3,3,2,2,3) | 34      |         |
| 3       | MSC Brokstedt                                     | 31      |         |
| 4       | MSC Pfaffenhofen                                  | 22      |         |

| Runda 4 | Runda 4          | Runda 4 | Runda 4 |
| Msc     | Drużyna          | Punkty  |         |
| ------- | ---------------- | ------- | ------- |
| 1       | AC Landshut      | 41      |         |
| 2       | MC Gustrow       | 35      |         |
| 3       | MSC Olching      | 26      |         |
| 4       | MSC Pfaffenhofen | 24      |         |

## Tabela
| Miejsce | Drużyna          | Duże | Małe | Rundy | Rundy | Rundy | Rundy | Rundy | Rundy | Rundy |
| Miejsce | Drużyna          | Duże | Małe | 1     | 2     | 3     | 4     | 5     | 6     | 7     |
| ------- | ---------------- | ---- | ---- | ----- | ----- | ----- | ----- | ----- | ----- | ----- |
| 1       | MC Gustrow       | 7    | 103  | -     | 2     | 3     | 2     | -     | -     |       |
| 2       | MSC Diedenbergen | 6    | 82   | 3     | 3     | -     | -     | -     |       |       |
| 3       | MSC Brokstedt    | 4    | 92   | 2     | 1     | 1     | -     | -     | -     |       |
| 4       | AC Landshut      | 4    | 67   | 1     | -     | -     | 3     |       |       | -     |
|         |                  |      |      |       |       |       |       |       |       |       |
| 5       | SC Neuenknick    | 2    | 85   | 0     | 0     | 2     | -     |       | -     | -     |
| 6       | MSC Olching      | 1    | 26   | -     | -     | -     | 1     |       |       |       |
| 7       | MSC Pfaffenhofen | 0    | 46   | -     | -     | 0     | 0     |       |       | -     |

## Finał Bundesligi 2007
Finał odbędzie się z udziałem czwórki najlepszych zespołów.